# 九州肥筑鉄道
九州肥筑鉄道（きゅうしゅうひちくてつどう）は、かつて福岡県山門郡瀬高町（現・みやま市瀬高町）の鉄道省鹿児島本線矢部川駅（現・瀬高駅）から分岐して、熊本県玉名郡南関町に至る鉄道路線を有していた鉄道事業者である。

## 概要
鹿児島本線が海沿いに敷かれたため、鉄道から外れた南関町の者が軽便鉄道としてこの地区に鉄道を引くことを決断し、1910年（明治43年）に東肥鉄道（とうひてつどう）として申請書を熊本県庁に提出した。同名の会社が1897年（明治30年）に設立されていたが、この会社は熊本 - 大津間の鉄道敷設を計画していたもので着工に至らず解散となっていた。
1911年（明治44年）2月に発起人森藤吉郎他87人に対して軽便鉄道の敷設と旅客・貨物運輸営業の免許状が下付された。資金の大部分を沿線以外から調達する必要から九州出身の神戸の友常穀三郎を創立委員に迎えた。やがて株式応募は満額となり、1912年（大正元年）8月24日に創立総会が開かれ友常穀三郎が社長に熊本商業会議所会頭の林千八が専務取締役に就任し東肥鉄道株式会社が正式に設立された。
また友常穀三郎は鉄道が開通するまでの間、乗合自動車運行を計画し熊本県初の乗合自動車業を申請した。しかし発起人の中に乗合自動車業に対し不安視するものがいて兼営は実現しなかった。そのため友常穀三郎と専務の林千八は10月に熊本自動車運輸組を設立し熊本市内-山鹿間、熊本市内-本山、川尻間を開業することになった。1913年（大正2年）に改組して熊本自動車運輸株式会社を設立するがこの乗合自動車業は東肥鉄道に譲渡されまもなく中止となったという。
1914年（大正3年）11月30日の臨時株主総会では役員が変更となり友常穀三郎、林千八は退任し、川端浅吉（兵庫県）、藤原熊太郎（神戸市）ら県外者が取締役に就任した。ようやく1915年（大正4年）2月になり南関停車場建設予定地にて起工式が行われた。工事費の予算は第一期工事矢部川-南関間を38万8398円25銭、第二期工事南関-隈府間を64万6954円75銭合計103万5353円であった。しかし株金の払込の滞納が見られるようになり新聞は完成の目処がたたないと報道し鉄道会社が反論する一幕もあった。資金難に悩みながら現在、九州自動車道が敷かれているルートにほぼ並行する形で建設され、1920年（大正9年） - 1922年（大正11年）に順次矢部川 - 南関間を開業させた。
その後、山鹿温泉・大津方面や荒尾方面への路線建設も目指し、1927年（昭和2年）9月に南関駅-春富村間の延長起工式を行った。しかし工事は進まなかった。1929年（昭和4年）1月21日には社名を九州肥筑鉄道と改称したが、この年第一徴兵保険（社長太田清蔵（4代目））からの借入金20万円の返済が問題となり4月30日の株主総会において社長以下役員20人が辞表を提出していた。第一徴兵保険は裁判所に申立て5月に強制管理が決定し、競売期日が決まるなど鉄道会社は窮地に陥った。この借入金問題は鉄道会社は全株式（3万株）を保険会社に無償提供することなどを示談案として提出。1930年（昭和5年）4月には契約書を交わして示談にこぎつけ一応の決着をみた。
しかし、旅客数や貨物量は悪化の一途をたどり、毎年1万円を超える借入金の利子は赤字を累積させ、ついに1938年（昭和13年）9月に鉄道営業廃止の申請を提出した。ところが地元の反対運動や前述の第一徴兵保険の債務20万円に対し鉄道会社側が株式の無償提供により棒引きしたものであると主張し一時膠着状態となった。結局軌条、車両の処分と土地売却などで債務を支払い、剰余分と保険会社が贈呈した5万円を株主に分配することで和解が成立した。12月に免許を受けて28年目で廃線となり、建設中の区間も未成線となった。
なお、改正鉄道敷設法別表第113号には、「佐賀県佐賀ヨリ福岡県矢部川、熊本県隈府ヲ経テ肥後大津ニ至ル鉄道及隈府ヨリ分岐シテ大分県森付近ニ至ル鉄道」が国の建設すべき路線として示されており、この東肥鉄道→九州肥筑鉄道の路線のほかに、佐賀 - 矢部川間は国鉄佐賀線、豊後森 - 肥後小国間は国鉄宮原線としてそれぞれ開業したが、どちらも特定地方交通線に指定されて昭和末期に廃線となっている。

## 路線データ
- 路線距離：矢部川 - 南関間13.6km
- 軌間：1067mm（狭軌）
- 駅数：7
- 電化区間：なし（全線非電化）
- 複線区間：なし（全線単線）
- 動力：蒸気機関車・ガソリン動車

## 運行概要
1934年（昭和9年）12月1日改正時
旅客列車本数：
- 矢部川 - 本吉間1往復
- 矢部川 - 野町間1往復
- 矢部川 - 南関間3往復

所要時間：全線を41分

## 歴史
- 1911年（明治44年）2月25日 - 矢部川 - 隈府間鉄道敷設免許状下付[9][10]
- 1912年（大正元年）8月24日 - 東肥鉄道会社設立（社長 友常穀三郎[11]）[12][13]
- 1920年（大正9年）
  - 3月15日 鹿本郡八幡村 - 菊池郡隈府町間鉄道免許取消[14]
  - 9月15日 矢部川 - 野町間開業[15]
  - 12月20日 矢部川 - 本吉間に朝日停留場を設置[16]
- 1921年（大正10年）6月8日 野町 - 北関間開業[17]
- 1922年（大正11年）3月20日 北関 - 南関間開業[18]
- 1929年（昭和4年）
  - 1月22日 九州肥筑鉄道に改称[19]
  - 5月17日 強制管理手続開始、強制競売手続開始の決定（抵当権者第一徴兵保険）[20]
- 1930年（昭和5年）8月23日 玉名郡春富村 - 鹿本郡山鹿町間鉄道免許取消（官報掲載）[21]
- 1938年（昭和13年）
  - 12月8日 - 玉名郡南関町 - 同郡春富村間鉄道起業廃止許可[22]
  - 12月16日 全線廃止[23]

## 輸送・収支実績
| 年度   | 乗客（人） | 貨物量（トン） | 営業収入（円） | 営業費（円） | 益金（円） | その他益金（円）                | その他損金（円）             | 支払利子（円） | 政府補助金（円） |
| ------ | ---------- | -------------- | -------------- | ------------ | ---------- | ------------------------------- | ---------------------------- | -------------- | ---------------- |
| 1920年 | 67,358     | 1,736          | 11,777         | 15,905       | ▲ 4,128    |                                 |                              | 4,701          |                  |
| 1921年 | 155,889    | 1,400          | 25,280         | 35,653       | ▲ 10,373   |                                 |                              |                |                  |
| 1922年 | 188,981    | 7,547          | 45,300         | 59,622       | ▲ 14,322   |                                 |                              |                |                  |
| 1923年 | 201,720    | 9,862          | 46,283         | 47,586       | ▲ 1,303    |                                 | 雑損4,709                    | 23,919         |                  |
| 1924年 | 172,866    | 13,254         | 45,692         | 46,219       | ▲ 527      |                                 |                              | 25,165         | 38,951           |
| 1925年 | 163,461    | 11,374         | 41,369         | 46,474       | ▲ 5,105    |                                 |                              | 28,225         | 45,134           |
| 1926年 | 163,699    | 13,543         | 44,690         | 41,182       | 3,508      | 自動車196                       | 雑損1,146                    | 20,698         | 45,211           |
| 1927年 | 150,811    | 13,453         | 38,908         | 41,518       | ▲ 2,610    |                                 | 自動車1,195雑損8,530         | 19,424         | 45,687           |
| 1928年 | 144,420    | 11,326         | 36,652         | 35,553       | 1,099      |                                 | 自動車1,670雑損10,283        | 21,657         |                  |
| 1929年 | 146,802    | 11,533         | 34,656         | 40,876       | ▲ 6,220    |                                 | 償却雑損自動車16,824         | 23,200         | 46,089           |
| 1930年 | 125,365    | 10,293         | 47,788         | 52,323       | ▲ 4,535    |                                 | 自動車482 雑損償却金36,783   | 22,128         | 45,211           |
| 1931年 | 83,180     | 8,054          | 25,929         | 21,742       | 4,187      |                                 | 自動車14 雑損4,095           | 15,474         | 12,127           |
| 1932年 | 98,280     | 9,988          | 23,902         | 31,248       | ▲ 7,346    |                                 | 自動車1,693 雑損2,926        | 9,449          | 8,639            |
| 1933年 | 96,163     | 18,520         | 26,895         | 25,787       | 1,108      |                                 | 自動車479 雑損2,492砂利3,357 | 17,337         | 3,921            |
| 1934年 | 84,654     | 10,009         | 19,839         | 22,881       | ▲ 3,042    | 自動車砂利4,754 債務免除金4,646 | 雑損9,481                    | 10,428         |                  |
| 1935年 | 50,045     | 10,955         | 13,706         | 19,316       | ▲ 5,610    | 自動車5,332                     | 雑損358                      | 10,428         |                  |
| 1936年 | 34,862     | 8,366          | 12,768         | 16,613       | ▲ 3,845    | 自動車砂利4,661                 | 雑損3,391                    | 10,445         |                  |
| 1937年 | 39,075     | 9,087          | 13,797         | 15,875       | ▲ 2,078    | 自動車2,463                     |                              | 10,428         |                  |

- 鉄道省鉄道統計、鉄道統計資料各年度版より
- 清水寺 のある本吉駅の乗降客で全乗客数の8割をしめており乗客数のわりに運賃収入はあがらなかった。

## 駅一覧
『鉄道停車場一覧』昭和2年版による。
- 矢部川駅 - 朝日駅 - 本吉駅 - 野町駅 - 筑後原町駅 - 北関駅 - 外目駅 - 南関駅

## 接続路線
- 矢部川駅：鉄道省鹿児島本線・佐賀線（1931年-1938年）、柳河軌道（-1932年）

## 車両
開業時に用意された車両は蒸気機関車、蒸気動車各1両、客車5両、貨車4両すべて新製だった。

### 蒸気機関車
1
1919年、雨宮製作所製18t級車軸配置0-6-0(C)形タンク機関車。
2
1921年、雨宮製作所製18t級車軸配置0-6-0(C)形タンク機関車（製造番号272）。廃止後、三菱化成黒崎工場に譲渡され、1958年廃車。
3
1871年、英シャープ・スチュアート製22t級車軸配置2-4-0(1B)形タンク機関車。旧島原鉄道5で、その前は鉄道院163。
4
1911年、米ボールドウィン製18t級車軸配置0-6-0(C)形タンク機関車（製造番号35439）。旧播丹鉄道1（2代）。

### 蒸気動車
ジハ1
1920年、枝光鉄工所製。1931年12月に廃車にしたが1933年1月客車として復活した。

### ガソリンカー
キ1
1927年、丸山車両製の単端式気動車木製車体で2軸車、定員40人。

### 客車
ハフ1、ハ1 - 4
開業時に用意された5両は梅鉢製の木製2軸車。廃線後はハフ1、ハ1 - 3が上田電鉄（初代）、ハ4が常北電気鉄道に売却された。
| 年度      | 機関車 | 動車 | 動車     | 客車 | 客車     | 客車 | 貨車 | 貨車 |
| 年度      | 蒸気   | 蒸気 | ガソリン | 二等 | 二・三等 | 三等 | 有蓋 | 無蓋 |
| --------- | ------ | ---- | -------- | ---- | -------- | ---- | ---- | ---- |
| 1920年    | 1      | 1    |          |      | 1        | 4    | 2    | 2    |
| 1921-23年 | 2      | 1    |          |      | 1        | 4    | 2    | 2    |
| 1924年    | 2      | 1    |          |      |          | 5    | 2    | 2    |
| 1925年    | 2      | 1    |          | 0.5  |          | 4.5  | 2    | 2    |
| 1926年    | 2      |      |          |      |          | 6    | 2    | 2    |
| 1927-29年 | 3      | 1    | 1        |      |          | 5    | 2    | 2    |
| 1930年    | 4      | 1    | 1        |      |          | 5    | 2    | 2    |
| 1931年    | 3      |      | 1        |      |          | 5    | 2    | 2    |
| 1932-34年 | 3      |      | 1        |      | 1        | 5    | 2    | 2    |
| 1935年    | 3      |      | 1        |      |          | 6    | 2    | 2    |
| 1936年    | 2      |      | 1        |      |          | 6    | 2    | 2    |
| 1937年    | 2      |      | 1        |      |          | 5    | 2    | 2    |